# Lorenzo Camilieri

Lorenzo Camilieri

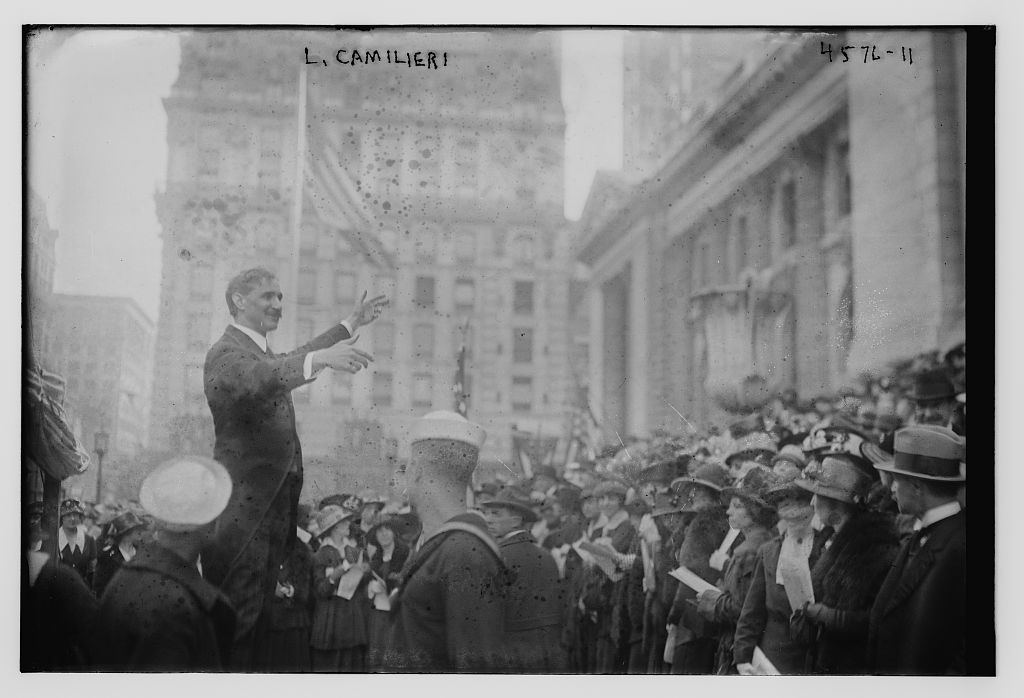

Lorenzo Camilieri (griechisch Λαυρέντιος Καμηλιέρης Lavrendios Kamilieris, * 1874/1878 auf Korfu; † 20. April 1956 in New York) war ein griechisch-amerikanischer Komponist und Chorleiter.

## Leben
Wie viele der auf Korfu aufgewachsenen Komponisten vollendete der aus einer maltesischen Familie stammende Camilieri seine auf der Heimatinsel begonnenen Studien am Konservatorium San Pietro a Majella in Neapel. Danach begab er sich 1896 nach Athen, wo er für knapp zehn Jahre das Musikleben der griechischen Hauptstadt als Dirigent (des Orchesters Omilos Filomouson, etwa „Verein der Musikfreunde“) und Chorleiter (der Mousiki Eteria Athinon, „Musikalische Gesellschaft Athen“) mitprägte. 1902 erhielt er einen Lehrauftrag für Chorgesang, 1903–1904 auch für Harmonielehre am Athener Konservatorium Odeion. Der an deutschen Musiktraditionen orientierte Direktor des Odeion, Georgios Nazos entließ Camilieri im Juli 1905, worauf dieser in einem Pamphlet (Pros tous filous mou „Für meine Freunde“) Nazos der musikalischen und menschlichen Ignoranz bezichtigte und wenige Monate später Griechenland verließ. Nach einigen Jahren, die er als Dirigent mit verschiedenen Sängern in Westeuropa auf Tournee war, siedelte er sich in New York an, wo er zunächst Gesangsunterricht erteilte und 1916 den People’s Chorus of New York, einen Laienchor mit bis zu 1000 Sängern, gründete und bis 1954 leitete. 1921 nahm Camilieri die amerikanische Staatsbürgerschaft an. Sein kompositorisches Schaffen in den USA beschränkte sich auf einige Lieder und Märsche sowie Arrangements für seinen Chor.
Die wenigen erhaltenen Werke aus Camilieris Zeit in Griechenland lassen laut Giorgos Leotsakos einen erheblichen Verlust durch seine Auswanderung für die Musikgeschichte Griechenlands erkennen. Hierzu zählen drei kurze symphonische Stücke, fünf Chorwerke, einige Lieder und Klavierkompositionen. Aus der amerikanischen Zeit ist eine Vertonung des Vater unser, The Lord’s Prayer, für Solostimme oder Chor unisono mit Klavier aus dem Jahr 1939 erhalten.